# Paul Lemeteyer
Paul Lemeteyer (* 4. Juni 1942 in Nantes) ist ein ehemaliger französischer Radrennfahrer und nationaler Meister im Radsport.

## Sportliche Laufbahn
Lemeteyer war im Straßenradsport aktiv. 1959 siegte er in der Straßenmeisterschaft der Junioren. Bei den Jeux de l’Amitié in Nordafrika gewann er 1961 und 1963 die Goldmedaille im Mannschaftszeitfahren. Als Amateur gewann er 1964 das traditionsreiche Eintagesrennen Paris-Ézy und zwei Etappen der Tunesien-Rundfahrt. Bei den Straßenradsport-Weltmeisterschaften 1963 wurde er 7. im Amateurrennen. 1964 wurde er Vize-Meister im Straßenrennen hinter Christian Raymond. 1964 fuhr er die Tour de l’Avenir und wurde 33. der Gesamtwertung.
1965 wurde er Berufsfahrer im Radsportteam Ford-France-Gitane und blieb bis 1969 als Radprofi aktiv. Sein bedeutendster Erfolg als Profi war der Etappensieg in der Tour de France 1967. Weitere Etappen gewann er 1965 im Critérium du Dauphiné libéré, 1966 im Grand Prix Midi Libre, 1967 bei den Quatre Jours de Dunkerque und 1968 in der Katalonischen Woche. Die Trofeo Jaumendreu gewann Lemeteyer 1968 vor Serge Bolley.
1966 belegte er im Boucles de la Seine hinter Jean-Louis Bodin den 2. Platz. Dritter wurde er 1965 im Grand Prix de Saint-Raphaël, 1966 bei Paris–Tours und 1969 im Circuit de la Vienne. Lemeteyer bestritt alle Grand Tours.

## Grand-Tour-Platzierungen
| Grand Tour            | 1965 | 1966 | 1967 | 1968 | 1969 |
| --------------------- | ---- | ---- | ---- | ---- | ---- |
| Vuelta a EspañaVuelta | 45   | –    | 43   | –    | –    |
| Giro d’ItaliaGiro     | –    |      | DNF  | –    | –    |
| Tour de FranceTour    | 83   | –    | 78   | DNF  | DNF  |